# Adelardo Rodríguez
Adelardo Rodríguez Sánchez (Badajoz, 26 september 1939), beter bekend als Adelardo, is een voormalig Spaans voetballer. Hij speelde als middenvelder.

## Clubvoetbal
Na periodes bij CF Extremadura en CD Badajoz speelde Adelardo zeventien seizoenen (1959–1976) voor Atlético Madrid. Hij gold als een van de beste middenvelders van zijn generatie en Adelardo was een van de centrale figuren in Atlético's glorieperiode in de jaren zestig en begin jaren zeventig. Met de rojiblancos won hij drie landstitels, vijf Spaanse bekers, de Europacup II van 1962 en de wereldbeker voor clubteams van 1974, waarin de club als verliezend Europacup I-finalist Bayern München verving.

## Nationaal elftal
Adelardo speelde veertien interlands voor Spanje (twee doelpunten). Rodríguez kwam als international uit op het WK van 1962 en het WK van 1966.

## Erelijst
Atlético Madrid
- Wereldbeker voor clubteams: 1974
- Europacup II: 1961/62
- Primera División: 1965/66, 1969/70, 1972/73
- Copa del Generalísimo: 1959/60, 1960/61, 1964/65, 1971/72, 1975/76

Individueel
- Trofeo Patricio Arabolaza: 1962

Record
- Speler met meeste wedstrijden voor Atlético Madrid (551)